# Marta Ecco
Marta Ecco o Martha Ecco (Buenos Aires, Argentina; 18 de noviembre de 1933) es una actriz de cine, teatro y televisión y una cantante argentina.

## Biografía
Marta Ecco es una legendaria actriz con una larga trayectoria sobre todo en cine y teatro, donde hizo varias revistas. Hija de un naturalista de la primera década del siglo XX, se dedicó como cantante de tango, en la que compartió escenario con grandes como sus amigos Nelly Omar y Facundo Cabral. A los 15 años comenzó su carrera en países como México y Venezuela.
Se inició en 1948, y fue una excelente compañera de grandes artistas como Eduardo Rudy, Rodolfo Bebán, Ana María Campoy, José Cibrián, Manuel De Sabattini, Olga Zubarry, Olinda Bozán y Nélida Lobato.
Debido a compromisos artísticos, en 1978 debió viajar hacia Perú. Luego se trasladó a Costa Rica, y finalmente Estados Unidos, fijando su residencia en Miami.
En el 2014 la Fundación SAGAI le entregó una estatuilla en reconocimiento a su trayectoria.

## Carrera
Desde 1950 a 1955 aproximadamente, realizó varios programas de tango en radio y televisión venezolanas, con el nombre de Crucita España. Ya como Marta Ecco debutó en Santiago de Chile en el 1956, y luego en Canal 7, en Canal 9 y en Canal 11 en Argentina.

## Filmografía
- 1965: Convención de vagabundos
- 1966: Villa Delicia: playa de estacionamiento, música ambiental
- 1968: Matrimonio a la argentina
- 1968: Las ruteras
- 1970: Blum como Ofelia
- 1974: Crimen en el hotel alojamiento
- 1975: Las procesadas como una de las presas
- 1975: Un mundo de amor

### Televisión
- 1965: Show Rambler
- Canta Marta Ecco
- El show de Antonio Prieto
- El show de Verdaguer
- Cuatro hombres para Eva
- 1965: Casino Philips, emitido por Canal 13
- 1966: El club de la Calle 7
- Noches de IKA
- 1967: Tropicana Club, emitido por Canal 9.
- 1971/1972: La escopeta
- 1972: La bocina
- 1972: Zazá
- 1973: La cosquilla
- 1973: Humor a la italiana[5]
- 1973: El teatro de Pacheco (episodio "Un yerno fuera de serie") como Alicia

### Teatro

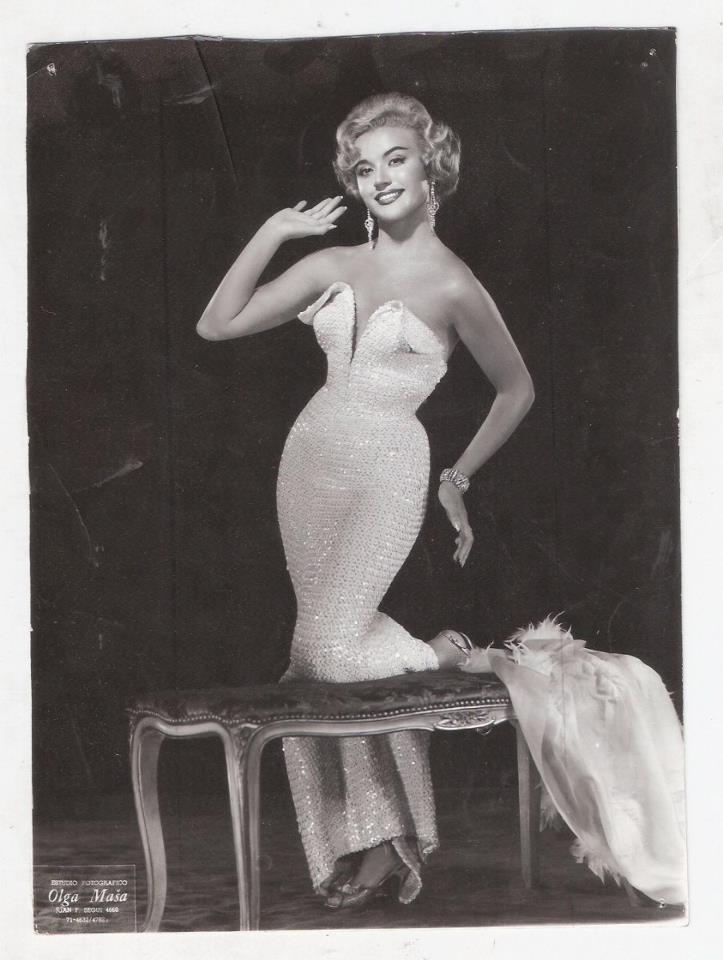
Marta Ecco.

Debutó en el Teatro Tabarís en el 1958. 
- La sexy e inocente
- Miren qué cabeza loca en el Teatro Maipo[6]
- Buenas noches
- Buenas noches, Carina, con la "Compañía de comedias Ana María Campoy-José Cibrián", en el Teatro Astral.
- Magoya

### Etapa como cantante
Debido a su interesante voz firmó un contrato con la RCA Candem para lanzar un disco en la que cantó junto a Panchito Nolé y su orquesta.
En su repertorio de aquella década tuvieron que primar los temas de moda en Europa, Brasil, y en algunos casos los clásicos populares de Estados Unidos. Varios de sus temas fueron de otros populares cantautores como los temas Un cigarrillo, la lluvia y tú, Cuando un amigo se va y Los Americanos de Alberto Cortez.

## Actualidad
Ecco se dedica a ser docente de yoga desde 1985, práctica que comenzó luego de padecer un importante cuadro de Anemia Crónica, y que la llevó a tener una vida vegetariana y más activa. Su vida cambio acorde a su religión, a la que considera alternativa, pasando del catolicismo al budismo, con los maestros Paramahansa Yogananda y Sai Baba.